# Motherwell Football Club 2020-2021
Questa voce raccoglie le informazioni riguardanti il Motherwell Football Club nelle competizioni ufficiali della stagione 2020-2021.

## Stagione
- In Scottish Premiership il Motherwell si classifica all'8º posto (45 punti), dietro al St. Mirren e davanti al Dundee Utd.
- In Scottish Cup viene eliminato ai quarti di finale dall'Hibernian (2-2 e poi 2-4 ai rigori).
- In Scottish League Cup viene eliminato al secondo turno dal St. Johnstone (1-2).
- In Europa League supera il primo turno preliminare battendo i nordirlandesi del Glentoran (5-1) e il secondo turno preliminare con gli altri nordirlandesi del Coleraine (2-2 e poi 3-0 ai rigori), al terzo turno viene eliminato dagli israeliani dell'Hapoel Be'er Sheva (3-0).

## Maglie e sponsor
| Casa | Trasferta |

## Rosa
| N. |                             | Ruolo | Calciatore      |
| -- | --------------------------- | ----- | --------------- |
| 1  | Irlanda del Nord (bandiera) | P     | Trevor Carson   |
| 2  | Inghilterra (bandiera)      | C     | Liam Grimshaw   |
| 3  | Irlanda (bandiera)          | D     | Jake Carroll    |
| 4  | Scozia (bandiera)           | D     | Ricki Lamie     |
| 5  | Inghilterra (bandiera)      | D     | Nathan McGinley |
| 6  | Scozia (bandiera)           | C     | Allan Campbell  |
| 7  | Scozia (bandiera)           | C     | Mark O'Hara     |
| 8  | Scozia (bandiera)           | C     | Robbie Crawford |
| 9  | Inghilterra (bandiera)      | A     | Chris Long      |
| 11 | Scozia (bandiera)           | A     | Jake Hastie     |
| 12 | Scozia (bandiera)           | P     | Scott Fox       |
| 13 | Scozia (bandiera)           | P     | Liam Kelly      |
| 14 | Scozia (bandiera)           | C     | Steven Lawless  |
| 15 | Scozia (bandiera)           | D     | Barry Maguire   |
| 16 | Zimbabwe (bandiera)         | D     | Bevis Mugabi    |
| 17 | Paesi Bassi (bandiera)      | A     | Sherwin Seedorf |
| 18 | Irlanda (bandiera)          | D     | Charles Dunne   |

| N. |                             | Ruolo | Calciatore                  |
| -- | --------------------------- | ----- | --------------------------- |
| 19 | Scozia (bandiera)           | C     | Liam Polworth               |
| 21 | Irlanda del Nord (bandiera) | C     | Harry Robinson              |
| 22 | Irlanda del Nord (bandiera) | C     | Liam Donnelly               |
| 25 | Scozia (bandiera)           | A     | Ross Maciver                |
| 26 | Scozia (bandiera)           | C     | Dean Cornelius              |
| 27 | Scozia (bandiera)           | D     | Max Johnston                |
| 28 | Scozia (bandiera)           | D     | Yusuf Hussain               |
| 29 | Inghilterra (bandiera)      | A     | Callum Lang                 |
| 31 | Scozia (bandiera)           | D     | Declan Gallagher (capitano) |
| 32 | Scozia (bandiera)           | A     | Tony Watt                   |
| 33 | Scozia (bandiera)           | D     | Stephen O'Donnell           |
| 34 | Inghilterra (bandiera)      | P     | Aaron Chapman               |
| 37 | Irlanda (bandiera)          | C     | Sam Foley                   |
| 38 | Irlanda (bandiera)          | D     | Eddie Nolan                 |
| 39 | Inghilterra (bandiera)      | C     | Jordan Roberts              |
| 40 | Inghilterra (bandiera)      | D     | Tyler Magloire              |
| 44 | Inghilterra (bandiera)      | A     | Devante Cole                |